# プリント倶楽部

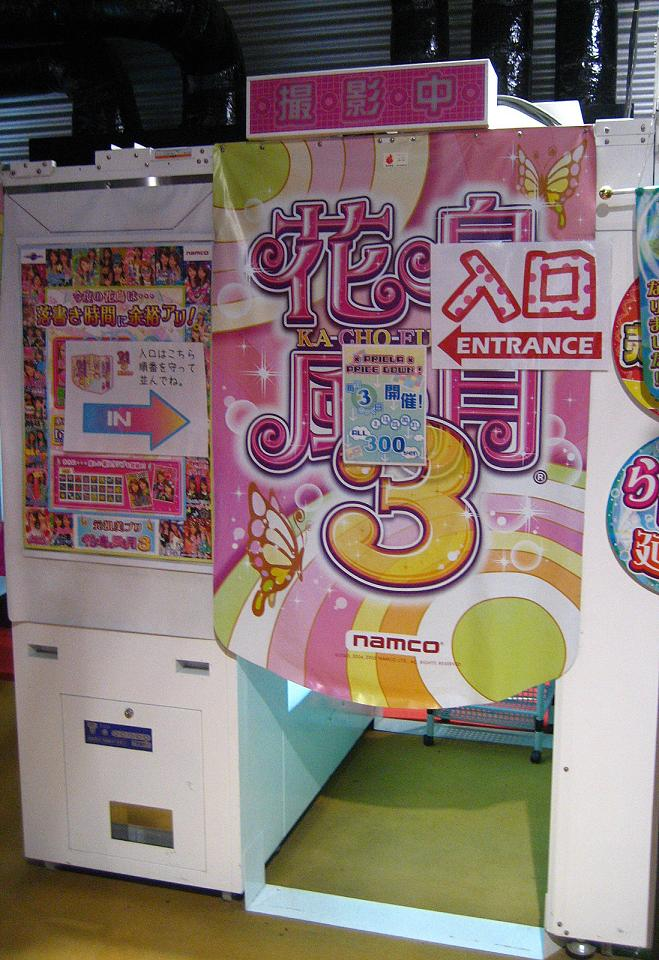
ナムコ「花鳥風月3」

プリント倶楽部（プリントくらぶ、英語：Print Club）は、インスタント写真を撮影し、それを印刷したシールを製造する機械（自動販売機）。筐体に内蔵されたカメラで、自分の顔や姿を撮影（自分撮り）する。略称は「プリクラ」。一般名称は、「プリントシール機」「写真シール機」。
2000年頃には女子中高生や若い女性を中心に流行し、平成時代のギャル文化のひとつとなった。英語ではそのまま「Purikura」と呼ばれ、日本の「kawaii文化」のひとつとみなされている。
「プリント倶楽部」は、ゲーム会社アトラスが1995年7月に発売した機種のブランドである。その後、アトラスがセガの傘下入りしたことにより、「プリント倶楽部」「プリクラ」はセガの登録商標になっている。同機がヒットしたため、同様の機能を持つ他社製品も含めて、俗に「プリクラ」と呼ばれる（商標の普通名称化）。本項目では類似製品も含めて解説する。

## 概要

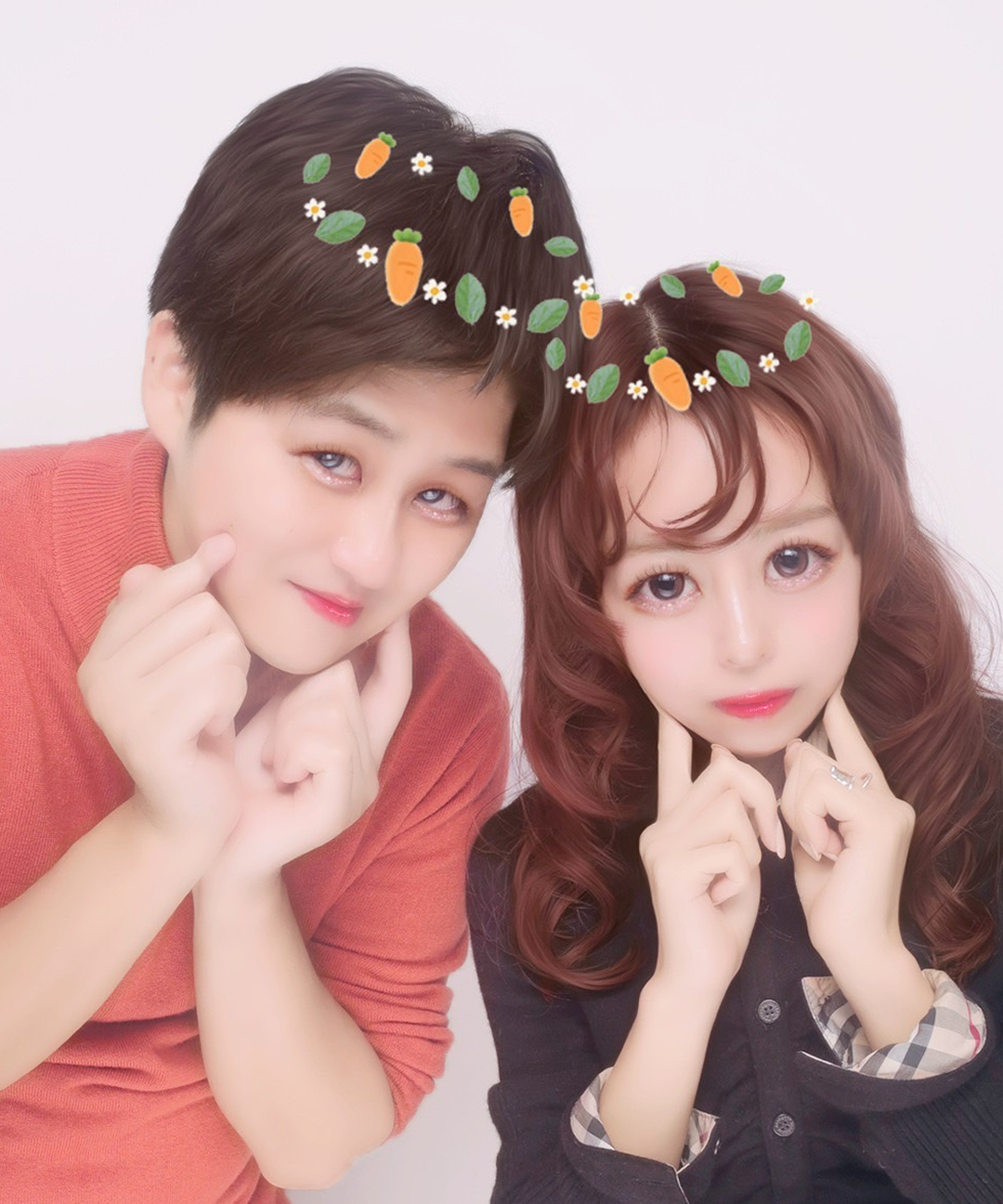
プリクラの機能でスタンプを押し、「盛る」加工を施した写真

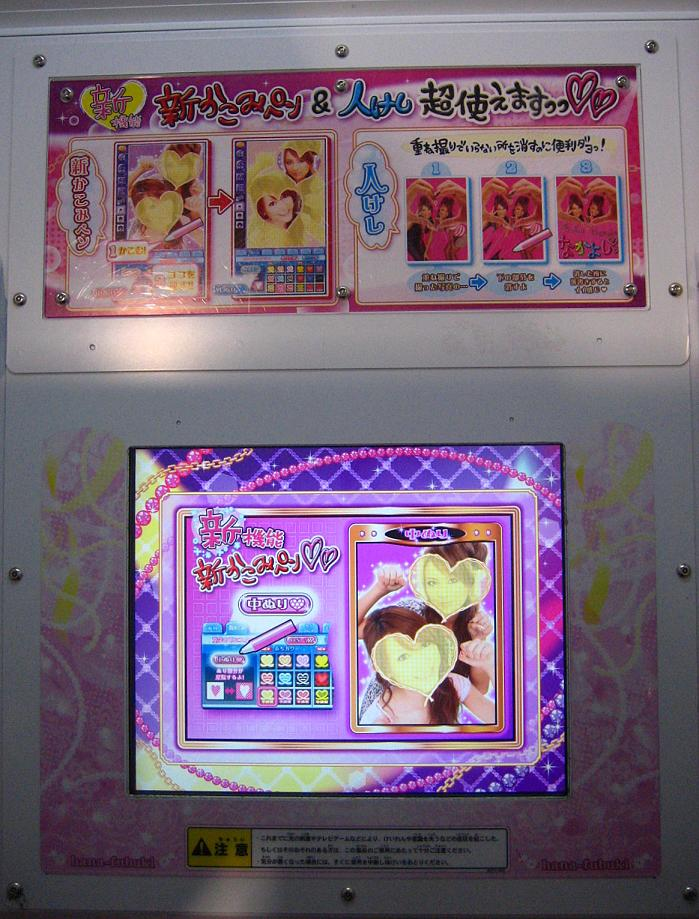
タッチ画面

「プリント倶楽部」は1995年7月に発売され、当初はアミューズメントパークを中心に設置された。その後、各社から同様の機械が発売され、機械内部に記録された有名人の画像や観光地の風景と合成写真が撮影できたり、フレームやスタンプ模様を入れる、ペンタブレットを搭載して写真に文字を書き込めるなど、次々に遊びの要素が加味されていったことで、1990年代後半から2000年代前半にかけて大きなブームを呼んだ。
昭和の時代から存在する証明写真の自動撮影機（スピード写真機）の発展形ではあるが、1990年代以降、写真のデジタル化に伴い様々な付加機能をつけたもので、デジタル写真がなければ生まれなかった製品である。デジタルカメラの普及による写真のコンピュータ化と、それにより生まれた「写真を加工する」という概念（プリクラで顔を美しく加工する行為を「盛る」、美しく撮れる機種を「盛れる」と呼んだ）、写真編集を技術的に可能とするフォトレタッチソフトの発達、そして当時急速に普及した携帯電話（フィーチャーフォン）による移動通信技術の「合わせ技」が生んだヒット商品であった。
2023年現在では、被写体の微調整が可能な機能が搭載されており、被写体の至るところにフォーカスして、サイズや形、長短の調整ができるなど、編集機能が充実している。

## 機構
プリント倶楽部のシリーズには「プリント倶楽部」「プリント倶楽部2」「スーパープリクラ21」の3種がある。初代「プリクラ」はC2ボード、2代目はST-V（以上セガ）とアーケードゲーム用のシステム基板が使用されていた。またSNKの「ネオプリント」では、カスタマイズされたMVS基板が使用されていた。
「スーパープリクラ21」以降、他社製のプリントシール機ではPC/AT互換機が筐体に内蔵され、OSはWindowsなどで動作するものが多い。
撮影デバイスは、かつては監視カメラなどに使用されるCCDカメラが多く使われていたが、2010年以降に登場したものには、ほぼ全ての機種で市販のデジタル一眼レフカメラが使用されている。
初期にはコダック製のカメラが使われており、コダックにあったシリアル番号が1の機体は仕事でつきあいのあった写真家の五味彬が譲り受けている。
写真を印刷するデジタルプリンターは、業務用の昇華型カラープリンタが使用され、三菱電機製とシンフォニアテクノロジー製が大半を占める。
このように、撮影と印刷に使われる機器はプリントシール機メーカー各社間でほぼ差はなくなっているため、撮影ブースの設計や撮影後の画像処理、ユーザーインタフェース、印画紙の質感や色味などを製品コンセプトに合わせて開発することで、製品ごとの独自性を出している。
また、近年の筐体には3Gによる通信機能が搭載されており、ソフトウェアのアップデート（大規模なものはDVDで提供される）や各種プロモーションの更新のほか、撮影した画像をプリントシール機メーカーが管理するサーバーに送り、会員制サービスを通じてユーザーに提供している。
以前は、印刷トラブルに備えて撮影データを過去数回分蓄積してテストモードから再プリントすることができる機種もあったが、この機能を悪用される例があったことや、個人情報保護意識の高まりがあり、2015年時点での主力機種では印刷が完了した撮影データの閲覧や再プリントはできないようになっている。印刷完了前のデータは保持しているため、マシントラブルの場合は電源断から復帰することで処理を続行できる。

## 歴史

### 企画・開発
1986年4月、原野直也がゲーム会社のアトラスを設立。のちに「プリント倶楽部」の開発者となる佐々木美穂は、この当時、勤務先のリクルートから営業活動のために同社を出入りしていたが、原野からの声掛けもあって、1987年、移籍する。
設立から間もなく多角経営だったアトラスは、カラオケボックスの開発にも携わる中、原野のもとに「自分の写真をシールにできる」といった企画が持ち込まれる。同企画の需要が不明ながらも、パブリッシャーとして、セガの社長である中山隼雄（当時）からの合意も受けて開発に着手した。佐々木の談によれば、「プリント倶楽部」は、偶然目にしたビデオプリンターを着想元として、ゲームセンターの利用者が実体として得られるものは、必ずしも100円では獲得できないクレーンゲームなどの景品でしかなく、女性客からすれば「1回300円払ってでも必ず持って帰れるものがあると、（気持ちが）違う」のではないかと同性の視点で考える。しかし、「男性陣には『そんなの持って帰ってどうすんの』って言われましたけど」といった佐々木の述懐の通り、開発に携わった岡田耕始によれば、1990年代半ばのゲームセンターは格闘ゲーム全盛期であり、客層も“格ゲー男子”しかいない状況の中、当然ながら「プリント倶楽部」のロケテストは芳しくない反応であり、期待は薄かった旨が語られた。
1995年2月、AOUアミューズメントエキスポに出展すると、コンパニオンらが空き時間を割いて並び、「プリント倶楽部」に長蛇の列ができる。女性が友人同士やカップルで証明写真機に入って撮影する場面に遭遇したことを思い出した岡田ら開発陣は、写真がシールとして複数枚出力されれば、「女性たちの表現手段やコミュニケーションツール」に適しているのだと気が付いた。

### 本稼働後の反響
1995年7月、「プリント倶楽部」発売。岡田によれば、当時の印刷技術を踏まえた原価は約200円だったが、女性の意見もあり、1回300円での本稼働となった。また、アトラスの既存作品『デジタル・デビル物語 女神転生II』（FC用、ナムコ、1990年）で初登場していた悪魔「ジャックフロスト」を操作説明のための案内役として起用する。
製品の認知度は、アトラス所属である峰岸不二男の音楽業界へのツテもあり、同1995年放送のテレビ番組「愛ラブSMAP!」（テレビ東京）にて、SMAPのメンバーが撮影したプリクラのプレゼント企画によって上がった。佐々木の談では、放送後の反響も「問い合わせの電話で回線がパンクしました。全国の女の子たちから『どこへ行けば撮れるんですか？』って。設置先リストを配って全員で電話を受けて。当時は女子高生ブームです。みんなルーズソックスはいて、アムラーで。時代を謳歌してた。プリクラは女の子たちのツールになったんです」と振り返った。また、発売から数年間は、夜中2時頃まで働き、派遣社員を雇っても受注伝票が追いつかなかったほどであったという。
翌1996年には、流行語大賞やヒット商品ランキング、第八回中小企業優秀新技術新製品賞に選出され、前述の「ジャックフロスト」も、「女神転生シリーズ」を知らない一般層からは「プリクラ太郎」などと親しまれるが、1999年頃に第一次ブームのピークを迎える。過熱したブームは2年ほどで収縮し、街中至る所に設置されたプリクラ機もその数を急激に減らしていった。
なお、このヒットを受けた同社の役員会にて、他社製品を設置しないプリクラ専用アーケードを作る話が浮上したものの、原野は「自分たちだけが儲けるのはダメだ」と反対している。

### 類似製品の展開
1997年7月8日、東京都・池袋のアミューズメントセンター「池袋GIGO」に『プリホンカード』が登場した。プリホンカードは、プリクラとほぼ同様の操作でオリジナルテレホンカードの作成機・購入器であり、撮影前にフレームを選択後、自分の電話番号・メッセージを入力する。作成価格は1回(1000円)。
その後は、トーワジャパン製の「ストリートスナップ」により、全身を写せるほどの広範囲化が実現された。トーワジャパンは1999年に破産したものの、「ストリートスナップ」の部品・消耗品供給は日立ソフトウェアエンジニアリングが行い、そのノウハウを吸収した。日立ソフトウェアエンジニアリングはその実質的後継機と言える「劇的美写」を発売。その登場をきっかけに、運転免許証用証明写真にも使えるほどの高画質化と、通信ネットワークを活用してプリクラ機で撮影した写真を直接雑誌に投稿したりオーディションに応募できたりするなど、多機能・高性能化が進んだ。
アトラス（旧社）は、「スーパープリクラ21」の在庫を大量に抱えていたため出遅れ、他社に先を越される結果となってしまった。その後は他社にシェアを奪われ、2009年2月にアトラス（旧社）は、プリクラを含む業務用ゲーム事業（開発事業の一部や子供向けトレーディングカードアーケードゲーム事業は除く）から撤退することを発表。開発コストの上昇などから採算性が悪化している上、アミューズメント業界の苦戦と消費低迷の影響から機器の受注が大幅に減っていた。2008年7月期の同事業売上高は53億8400万円、営業利益は5900万円。売上高はピークの約6分の1に落ち込み、数年は利益がほとんど出ていなかった。2009年7月期の同事業は営業赤字は避けられない見通しで、再建と成長可能性を検討した結果「同事業が今後黒字転換し、収益を確保できる可能性は乏しいとの判断に至った」として撤退を決定した。残ったアミューズメントマシン事業自体も、アトラス（新社）がアトラスブランドを譲受して1か月後の2013年12月に、アトラス（新社）の親会社であるセガ（2015年4月から2020年3月まではセガ・インタラクティブ）へ吸収された。
セガはその後、アトラス製品の修理サポートについても部品調達困難により2017年3月31日をもって終了した。セガは2020年7月に「fiz（フィズ）」でプリントシール機市場への再参入を表明。その後セガのアミューズメントマシン事業は2024年4月にセガ フェイブに再移管され、以降のプリントシール機はセガ フェイブが手掛けている。
他社の機種では、撮影した画像を赤外線通信で携帯電話に送信できるほか、肌と髪の色をバランスよく調整し、目を大きくして顔を美しく写す機能などが開発された。商品サイクルは大人をターゲットにしている商品よりもはるかに短い。新機種開発には6か月かかることもある中で、3か月サイクルで新機種を発売するケースもある。こうした状況の中で流行として廃れずに10年以上にわたりロングセラーを続けている背景には、消費者ニーズの把握、高性能化の追求や新機能の追加といったメーカー側の不断の努力がある。
業界シェア4割を持つフリューでは、小型機「arinco」をテレビ局・映画館・観光地向けにも販売している。小中高生や、かつてプリクラにはまった30代を次のターゲットとして取り込もうとする動きや、スマートフォンとの連携を図る動きもある。
日本アミューズメント産業協会調べによれば、設置台数は1997年時点で5万台を超えていたが、2016年には約1万1000台までに減少しており、高機能化に伴う筐体の大型化に伴い導入台数を削減しているオペレーターもあるという。帝国データバンク調べによれば、オムロンを源流とするフリュー以外のメーカーの経営は厳しい状況とされ、バンダイナムコアミューズメントはすでに市場から撤退、辰巳電子工業が2016年に規模を縮小し、アイ・エム・エスも定期的な販売を取りやめた他、2018年にはメイクソフトウェアが経営破綻するに至った。メイクソフトウェアの経営破綻以降、業界ではフリュー1社の独占状態となったという指摘もある。メイクソフトウェアが手がけていたプリントシール機事業は、2018年12月に加賀デバイスへ譲渡された。

## 日本国外への進出の歴史
アトラス（旧社）はプリクラをアメリカをはじめとする日本国外の市場へ展開し、そのノウハウを生かして2003年には中国への進出を発表、中国のプリクラ市場開拓に本格的に取り組むことを目指していた。上海の徐家匯にパイロット店舗「PIKAPIKA」をオープン。5月下旬には天津市で「アトラス電子有限公司」を設立し営業開始したが、黒字化の目途が立たず経営改善の見込みがないことから事業の継続を断念し、同社は2006年に解散した。
アトラスはシンガポールにも、東南アジアでの業務用ゲーム機器販売とシンガポールでのプリクラ店舗運営を手がける子会社として「アトラス・エンターテイメント」を設立したが、シンガポールのプリクラ店舗の収益が悪化しゲーム機器販売も伸び悩み、アトラス・エンターテイメントの2007年6月期決算は売上高1億4800万円、最終赤字は700万円となった。同社は2008年5月に解散した。

## プリクラ写真の集め方
フィルムカメラの時代には、1990年代半ばまでにはレンズ付きフィルム（「写ルンです」に代表される使い切りカメラ）で撮影した写真を交換し共有し合って楽しむコミュニケーション（アイコニック・コミュニケーション）が確立していた。
プリクラの登場により、わずか数百円で複数枚を写真シールとして作成・交換・共有することが可能になった。具体的には友達と一緒に撮ったプリクラを手帳に貼るなど利便性が高まり、女子中高生などの間で流行した。その繋がりは、直接の仲間以外の「仲間の仲間」まで及び、友人ネットワークの誇示を、写真シールという仲間内に流通しやすいアイコンとして、インスタントかつポータブルに視覚化した。
フォトアルバムとしてプリクラを貼り集める手帳は「プリクラ手帳」を略して「プリ帳」と呼ばれ、多数のプリクラ写真で埋め尽くされるものも少なくなかった。印刷されるシール以外にも写真を携帯電話でも取得できるものが主流で、写真の取得方法は、プリントシール機本体にメールアドレスを入力して携帯電話で画像をダウンロードするか、赤外線通信により送信する。撮影した1枚のみ無料で取得でき残りは有料コンテンツとしてダウンロードできる機種、全画像を赤外線通信で取得できる機種もあった。
2015年（平成27年）現在は、直接画像を取得できる機種は製造されていないため、各社との会員契約（月額300円程度）をしないと全ての画像を取得することはできない。近年ではスマートフォンの普及に伴い、会員サービスと連動して撮影した画像の管理を行う専用アプリを各社が提供している。ユーザーの中には「シールは不要で画像データだけ欲しい」という者もおり、実際にシールが印刷されない分、割安で画像だけ撮れる機種（バンダイナムコゲームス「プラチナバランス」シリーズ）も存在した。
大半のプリクラは、画像受信用のメールアドレスが日本の大手キャリアメールにしか対応していない。そのため通信キャリアと契約していないMVNOユーザーや外国人旅行者は、撮ったプリクラを携帯に送信できない問題がある。画像取得の会員契約を結ぶ際にも、支払い方法はキャリア決済（各キャリアを通じて通話料とまとめて徴収される方法）以外を選択できないことが多い。

## 主なメーカー
2024年4月現在。
- フリュー - オムロンの担当部門の後継。
- セガ フェイブ - 一時撤退していたが、セガ時代の2020年に再参入。
- 辰巳電子工業
- 加賀デバイス - メイクソフトウェアの経営破綻後に事業を譲受。
- コッカシステムズ[18] - 2012年度から、株式会社日芸と提携して移動型プリクラ「コプリ」を運営[19]。

### 過去に手がけていたメーカー
- アトラス - 撤退。プリクラを発明した企業。
- 日立ソフトウェア - 撤退後にアトラスのノウハウを吸収。
- バンダイナムコアミューズメント - 撤退
- トーワジャパン - 経営破綻
- メイクソフトウェア - 経営破綻。加賀デバイスのプリントシール機ブランド名として存続。
- アイ・エム・エス - 経営破綻
- エス・エヌ・ケイ - 経営破綻
- ジャレコ - 撤退。現在は経営破綻。

## 関連サービス
- いつでもプリクラ☆キラデコプレミアム - ニンテンドーDSiウェア。任天堂とアトラスの共同開発。
- プリクラ大作戦 - アトラスのアーケードゲーム。プリクラは「プリンセス・クララ」の略で、プリントシール機とは直接関係ないが、ゲーム中に当時のプリント倶楽部の特殊フレームを出す隠しコマンドを教えてくれる仕様があった。
- スタンプ倶楽部 - オリジナルの印鑑を作成する機械。セガとデータイーストの共同開発。
- ネーム倶楽部 - オリジナルの名刺を作成する機械。